# Lodewijk-Jozef De Huydevettere
Lodewijk-Jozef De Huydevettere (Ieper, 2de helft 16e eeuw - 15 mei 1633), ook Huvetterus was een Ieperse kanunnik en schrijver.

## Levensloop
De Huydevettere werd rooms-katholiek priester en kanunnik van de Sint-Martinuskathedraal in Ieper.
Hij ondernam een bedevaart naar Rome en, nadat hij in Ieper was teruggekeerd, zette hij zich aan het schrijven.

## Publicaties
- Het leven van de heylige Margareta van Ypre ende van den H. Zegherus, haren biechtvader, 1622.
- Synopsis vitae sanctorum, 1628.
- Descriptio variorum locorum sanctorum.